# Mušnikovo
Mushnikovë en albanais et Mušnikovo en serbe latin (en serbe cyrillique : Мушниково) est un village du Kosovo situé dans la commune/municipalité de Prizren/Prizren et dans le district de Prizren/Prizren. Selon le recensement kosovar de 2011, elle compte 1 133 habitants.

## Géographie
Mushnikovë/Mušnikovo se trouve sur les pentes des monts Šar, à 10 km à l'ouest de Prizren.

## Histoire
Le village est mentionné pour la première fois en 1465. Dans le cimetière se trouve l'église Saint-Nicolas, construite et peinte dans la seconde moitié du XVIe siècle ; en raison de son importance, l'édifice est inscrit sur la liste des monuments culturels d'importance exceptionnelle de la république de Serbie. L'église de la Saint-Parascève, autrefois dédiée à saint Pierre et saint Paul, a été édifiée en 1563-1564 ; elle est également classée parmi les monuments culturels serbes exceptionnels.

## Démographie

### Évolution historique de la population dans la localité
| 1948 | 1953 | 1961 | 1971  | 1981  | 1991  | 2011  |
| ---- | ---- | ---- | ----- | ----- | ----- | ----- |
| 899  | 964  | 837  | 1 085 | 1 079 | 1 084 | 1 133 |

|  |

### Répartition de la population par nationalités (2011)
En 2011, les Albanais représentaient 79,44 % de la population et les Bosniaques 12,62 %.